# Alfonso de Aragon
Alfonso de Aragon, Duce de Bisceglie, Prinț de Salerno (n. Regatul de Neapole, 1481 - d. Roma 18 august 1500) a fost fiul ilegitim al regelui Alfonso al II-lea de Neapole și a amantei sale Trogia Gazzela. Tatăl său l-a căsătorit cu Lucreția Borgia, fiica papei Alexandru al VI-lea.

## Biografia

### Tinerețea
Urmând tradiția familiei aragoneze, Alfonso  primește o educație umanistică. Primul său profesor este Giuniano Maio de la Academia Pontaniană din Neapole. Mai târziu este instruit de literatul Raffaele Brandolini, numit și Lipus Brandolinus deoarece avea o boală gravă la ochi care l-a făcut să orbească în cele din urmă. Brandolini, era membru al nobilimii florentine și îl numea pe Alfonso adolescentul nefericit. Încă din copilărie este afectat de criza prin care trecea dinastia sa. În timpul ocupației franceze, tatăl său este nevoit să fugă în Sicilia unde a murit. Alfonso luptă pentru întoarcerea pe tron a fratelui său vitreg, Ferdinand al II-lea de Neapole, care moare la un an după urcarea pe tron. Lui Ferdinand îi urmează la tron Frederic I de Neapole, unchiul lui Alfonso, care îi încredințează primele sarcini de o certă responsabilitate; în 1497 Alfonso devine locotenent general în Abruzzo.

### Căsătoria
„Era cel mai frumos adolescent văzut vreodată la Roma”

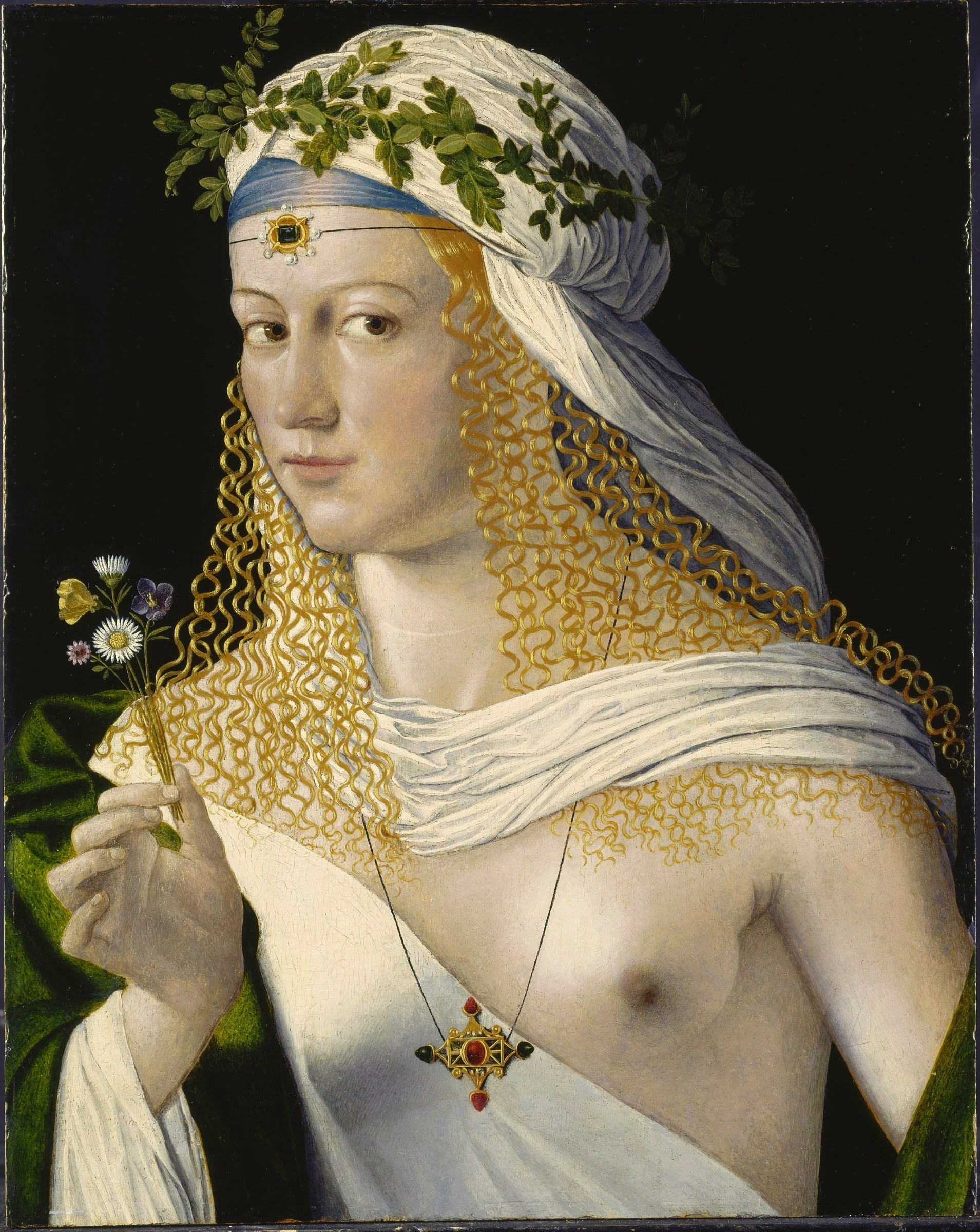
Flora, Presupus portret al Lucreţiei Borgia, de Bartolomeo Veneto

Papa Alexandru al VI-lea aranjează căsătoria fiicei sale Lucreția Borgia cu Alfonso, după lungi tratative cu privire la dota Lucreției. Această căsătorie constituie o alianță politică pentru papă, deoarece unește familia Borgia cu Regatul de Neapole. Cesare Borgia la rândul său urma să se căsătorească cu fiica legitimă a regelui Neapolelui, Charlotte de Aragon. Căsătoria are loc în 21 iulie 1498 la Vatican, în prezența familiei Borgia și a cardinalilor Ascanio Sforza, Giovanni Lopez și Giovanni Borgia. O a doua ceremonie are loc în 5 august; Lucreția aduce o dotă de 40000 de ducați.Următoarele luni tinerii trăiesc în liniște la Roma.

### Fuga din Roma
Politica internațională a familiei Borgia se schimba rapid. Nemaifiind interesat de Neapole, Cesare Borgia urmează o politică francofilă și se căsătorește cu fiica lui Ludovic al XII-lea, regele Franței, Charlotte d' Albret. Vestea căsătoriei lui Cesare o bucură pe Lucreția, dar Alfonso este preocupat de alianța Papei cu francezii, inamici ai familiei de Aragon.. Franța plănuiește să invadeze Neapole. Simțindu-se amenințat la Roma, Alfonso fuge în secret la Genazzano, lăsând-o singură pe Lucreția, care este însărcinată în luna a șasea. Papa, exasperat, trimite trupe să-l caute, dar nu este găsit. Ajuns la Genazzano, îi scrie Lucreției, cerându-i să vină la el. Dar scrisoarea cade în mâinile papei, care îl trimite pe căpitanul spaniol Giovanni Cervillon, pentru a trata cu regele Neapolelui întoarcerea ducelui de Bisceglie. Se stabilește ca la jumătatea lunii septembrie Alfonso să se întoarcă la soția sa. Între timp Alexandru al VI-lea o trimisese pe Lucrezia să guverneze Spoleto, pentru a evita ca aceasta să plece la Alfonso. În 19 septembrie Alfonso sosește la Spoleto, iar în 23 septembrie cei doi pleacă la Nepi, unde-i aștepta însuși Alexandru al VI-lea. În 14 octombrie se întorc la Roma, iar în noaptea de 31 octombrie se naște fiul cuplului; la 11 noiembrie copilul este botezat de cardinalul napolitan Carafa, cu numele de Rodrigo de Aragon, în onoarea papei..

### Prima agresiune
În seara 15 iulie 1500, Alfonso merge să-și viziteze soția și sora, Sancha de Aragon, iar socrul său îl reține la cină. După ce-și salută familia, pleacă însoțit de Tomasso Albanese și un slujitor. Lângă Basilica Sfântul Petru este atacat de un grup de criminali. Alfonso se luptă vitejește, dar cade la pământ rănit la cap, umeri și coapsă. Între timp slujitorul striga cerând ajutor și încerca să târască trupul însângerat al stăpânului său, la început spre palatul Santa Maria in Portico, iar apoi spre Vatican. Tomasso  Albanese le acoperea retragerea, bătându-se cu precizia omului de arme și cu forța disperării. Din fericire porțile Vaticanului se deschid la timp, iar gărzile papale îi pun pe fugă pe asasini. Contemporanii relatează că Alfonso de Aragon a fost purtat pe brațe de soldați, acoperit de sânge, în camera unde Lucreția stătea de vorbă cu tatăl ei și Sancha. Cu ultimele forțe își denunță asasinii, dar soția nu-l aude pentru că leșină. 
După atentat, Alfonso este purtat într-o cameră a turnului Borgia, cameră decorată de Pinturicchio. Lucreția și Sancha dormeau în paturi improvizate în apropierea rănitului și nu-l pierdeau din ochi. Îi preparau hrana de teamă să nu fie otrăvit. La ușa camerei stăteau de gardă câțiva oameni de încredere ai ducelui de Bisceglie. Regele Frederic a trimis doi medici celebri napolitani, chirurgul Galiano de Anna și fizicul Clemente Gactula. Curând, datorită îngrijirilor și  fizicului robust, Alfonso se află în afara pericolului. 
Cesare Borgia vine să-și viziteze cumnatul și se spune că ar fi murmurat printre dinți că lucrurile care nu au fost terminate la prânz, vor fi terminate la cină. Lucreția, simțind pericolul, se pune de acord cu Frederic, ca Alfonso să plece la Neapole, imediat ce va putea călătorii. Se zvonește că instigatorul asasinilor este cumnatul lui Alfonso, Cesare Borgia, astfel ca Lucreția să poată fi din nou folosită drept instrument politic matrimonial. Aceste suspiciuni sunt confirmate de trimisul Veneției la Alexandru al VI-lea: papa după multe afirmații despre nevinovăția lui Cesare, pus în dificultate de argumentele interlocutorului său, a sfârșit prin a declara că dacă Cesare acționase în acel fel, însemna că Alfonso o meritase.
Printre suspecții plauzibili se numără și familia Orsini, deoarece Alfonso simpatiza cu familia Colonna, de multă vreme inamici ai familiei Orsini. Dar în contextul politic al campaniei franceze împotriva regatului de Neapole, cele mai multe suspiciuni cădeau asupra fiului papei. Vincenzo Calmeta, care era găzduit de Albanese, scria în acele zile ducesei de Urbino, că instigatorulul asasinilor ducelui de Bisceglie, era Cesare. Celebrul istoric și cronicar Marin Sanudo il Giovane scria: nu se știe cine a înfăptuit asasinatul, dar se spune că a fost aceeași mână care l-a ucis pe ducele de Gandia, deci Cesare Borgia.
Cronicarul napolitan Notar Giacomo scria în 15 iulie despre cele întâmplate, adăugând că a trebuit s-o facă Valentino din invidie. Cattaneo este cel mai clar dintre toți: instigatorul crimei, este cu siguranță unul ce este mai puternic decât el, domn și nepot de rege, fiu al unui rege mort și ginere de papă.

### Asasinatul
„Dat fiind că Alfonso refuza să moară din cauza rănilor, a fost strangulat în pat (Burchard)”
Florentinul Raffaelle Brandolini - faimos umanist și predicator orb - scrie că în 18 august ducele de Bisceglie stătea în camera sa cu câțiva oameni de încredere, când Cesare Borgia l-a trimis pe Michelotto Corella cu ordinul de a-i aresta pe toți cei ce se găseau împreună cu cumnatul său, pentru a fi interogați în legătură cu un presupus complot anti-borgian, preparat, după cum spunea acuzația, împreună cu familia Colonna. Sunt arestați toți oamenii ducelui, inclusiv medicii Clemente și Galiano. Lucreția și Sancha când văd ce se întâmplă, îi cer explicații lui Michelotto Corella, iar acesta le trimite la papa Alexandru al VI-lea. În timp ce ele sunt cu papa, Michelotto îl ucide pe Alfonso. Lucreția și Sancha nu au permisiunea să vadă corpul lui Alfonso, nici să meargă la înmormântarea făcută în grabă în seara de 18 august. Alfonso este condus pe ultimul drum la lumina torțelor, acompaniat de un mic grup de călugări și de episcopul de Cosenza, Francesco Borgia. Ducele de Bisceglie este înmormântat la Santa Maria delle Febbri, o mică biserică aflată în apropiere de Basilica Sfântul Petru. Catannei și alți cronicari au scris despre disperarea Lucreției: furioasă pe tatăl și fratele ei, Lucreția cade la pat cu febră și refuză să mănânce.   
Familia ducelui este arestată în 18 august și este supusă torturii pentru a confesa așa-zisul complot. Dar neavând nimic de mărturisit, sunt eliberați și trimiși la Neapole. Dar nu toți s-au întors: la câteva zile după moartea ducelui, unchiul său, Giovanni Maria Gazullo, este găsit mort.
Pentru uciderea lui Alfonso, Cesare s-a justificat înaintea papei spunând că acesta încerca-se să-l ucidă. Știrea despre moartea violentă a ducelui de Bisceglie, devine de domeniu public chiar și peste hotare. Doi ani mai târziu, Lucreția este căsătorită cu Alfonso I d' Este. Înainte de căsătorie, Lucreția a fost obligată să-și părăsească fiul, Rodrigo, pe care nu l-a mai văzut niciodată. Rodrigo Borgia de Aragon moare la 12 ani la Bari.

## Cinema și televiziune
Alfonso a fost interpretat de:
- Alfons Fryland în Lucrezia Borgia, film USA din 1922
- Max Michel în Cesare și Lucreția Borgia, film Franța din 1935
- John Sutton în Masca familiei Borgia, film USA din 1949
- Massimo Serato în Lucreția Borgia, film Franța din 1953
- Fred Robsahm în Tânăra Lucreția, film Italia din 1974
- Ryan Michael în Borgia, serial pentru televiziune produs de BBC Two și RAI, 1982
- Giorgio Marchesi în Los Borgia, film Spania din 2006
- Sebastian de Souza în Borgia, serial de televiziune pe Showtime, SUA, 2012